# SAP HANA
SAP HANA és la nova implementació de SAP AG de la tecnologia de base de dades pròpia en memòria RAM. Hi ha quatre components dins del grup de software:
- SAP HANA DB (o HANA DB) es refereix a la tecnologia de base de dades en si.
- SAP HANA Studio es refereix al conjunt d'eines de SAP per modelar, entre elles el bussines object.
- SAP HANA Appliance
- SAP HANA Aplicació al núvol

Tot i que el mot HANA ja és un nom i no un acrònim, inicialment se l'identificava per dos orígens: de l'acrònim HAsso's New Architecture, en referència al fundador de SAP Hasso Plattner i de High Performance ANalytic Appliance, en referència a la seva característica de base de dades d'altes prestacions.